# Palmyra (Missouri)
Palmyra és una població dels Estats Units a l'estat de Missouri. Segons el cens del 2000 tenia 3.467 habitants.

## Demografia
Segons el cens del 2000, Palmyra tenia 3.467 habitants, 1.372 habitatges, i 923 famílies. La densitat de població era de 603 habitants per km².
Per edats la població es repartia de la següent manera: un 24,8% tenia menys de 18 anys, un 8,9% entre 18 i 24, un 25,6% entre 25 i 44, un 20,7% de 45 a 60 i un 20% 65 anys o més.
L'edat mediana era de 38 anys. Per cada 100 dones de 18 o més anys hi havia 84,3 homes.
La renda mediana per habitatge era de 31.284 $ i la renda mediana per família de 42.946 $. Els homes tenien una renda mediana de 30.829 $ mentre que les dones 19.631 $. La renda per capita de la població era de 15.625 $. Entorn del 5,5% de les famílies i el 8,1% de la població estaven per davall del llindar de pobresa.

## Poblacions més properes
El següent diagrama mostra les poblacions més properes.